# Przez morza i dżungle
Przez morza i dżungle. Powieść dla dorastającej młodzieży – powieść autorstwa Janusza Makarczyka z 1931.

## Treść powieści
Akcja tej powieści rozgrywa się pod koniec lat 20. XX wieku. Główny bohater, Jerzy Lubrański, ukończywszy studia prawnicze odbywa kilkutygodniowe szkolenie, podczas którego poznaje Andrzeja Dhila, swego przyszłego przyjaciela i towarzysza podróży. To właśnie z nim po odbyciu obowiązkowego szkolenia postanawia wyjechać za granicę, głodny przygód i nowych wrażeń. Bohaterowie najpierw poznają Nowy Jork, gdzie przez kilka tygodni imają się różnych zajęć (pracują m.in. w teatrze), a następnie wypływają do Brazylii na statku pana Davisa – dyrektora towarzystwa importu kawy z Brazylii. Podczas podróży statkiem bohaterowie miewają wiele przygód – Andrzej Dhil zostaje nawet bosmanem po zdegradowaniu Garowa (czarny charakter powieści), który za to upokorzenie poprzysięga zemstę na Polakach. W Brazylii Lubrański i Dhil pracują przy pomiarach puszczy, zatrudnieni przez pana Roemera. W tym czasie Dhil zakochuje się w córce Murzyna Josoego, Marietcie, która – jak się później okaże – była tylko jego przybranym dzieckiem. Bohaterowie poznają w dżungli Polaków, emigrantów, którzy założyli tu wioskę Santa Teresa: Kempińskiego, Garałę, księdza Kwiatkowskiego i Pyrę.
Spokój i ciszę codziennego dnia zakłóca list, który dociera do Jerzego i Andrzeja: pan Davisa i jego piękna córka Mary, którą Lubrański poznał przypadkowo na statku do Nowego Jorku, piszą w nim
o grożącym im niebezpieczeństwie. Jerzy postanawia na własną rękę, mimo wcześniejszych uzgodnień, uratować pannę Mary i jej ojca. W ślad za nim podąża Dhil z grupą Polaków i Josoem, którzy zdają sobie sprawę z tego, że Lubrański nic nie wskóra w pojedynkę. Po kilku dniach trafiają do gospody Włocha Parella w której (o czym się wcześniej dowiedzieli) Garow i jego szajka uwięzili Davisów i Jerzego. Dochodzi do bójki, złoczyńcy zostają przepędzeni, ale Garow ucieka. Niedługo potem jednak ginie podczas zabawy w karczmie Fabricia, gdzie niespodziewanie pojawia się razem z „capangami” (bandytami), próbując zemścić się na Polakach.
Marietta, ukochana Dhila, dowiedziawszy się od Roemera, że jej prawdziwy ojciec mieszka we Francji wyjeżdża, by się z nim zobaczyć; po roku ma się spotkać z Andrzejem w Paryżu. Ma tam również przyjechać Mary z ojcem i Jerzy, który z wzajemnością kocha Amerykankę.
Powieść kończy się optymistycznie – bohaterowie wracają na rok do Polski, marząc o stworzeniu więzów ekonomicznych między Polską i polskimi emigrantami. Książka Makarczyka jest nie tylko opisem przygody – ma również wartość dokumentu: czytelnik poznaje sytuację gospodarczą W Polsce i na świecie w okresie międzywojennym (bezrobocie), a także losy Polaków w Ameryce Północnej (Nowy Jork) i Południowej (Brazylia).